# Scione immaculata
Scione immaculata är en tvåvingeart som först beskrevs av Krober 1930.  Scione immaculata ingår i släktet Scione och familjen bromsar. Inga underarter finns listade i Catalogue of Life.